# Gainesville (Texas)
Gainesville is een plaats (city) in de Amerikaanse staat Texas, en valt bestuurlijk gezien onder Cooke County.

## Demografie
Bij de volkstelling in 2000 werd het aantal inwoners vastgesteld op 15.538.
In 2006 is het aantal inwoners door het United States Census Bureau geschat op 16.571, een stijging van 1033 (6.6%).

## Geografie
Volgens het United States Census Bureau beslaat de plaats een oppervlakte van
44,1 km², waarvan 44,0 km² land en 0,1 km² water.

## Plaatsen in de nabije omgeving
De onderstaande figuur toont nabijgelegen plaatsen in een straal van 16 km rond Gainesville.

## Geboren
- Charley Paddock (1900-1943), atleet
- Monette Moore (1902-1962), blues- en jazzzangeres en -pianiste en actrice
- Red Steagall (1938), acteur, musicus en songwriter
- Jake Roberts (1955), worstelaar